# Belisana airai
Espèce
Belisana airai est une espèce d'araignées aranéomorphes de la famille des Pholcidae.

## Distribution
Cette espèce est endémique des Palaos,.

## Description
Le mâle holotype mesure 1,0 mm.

## Publication originale
- Huber, 2005 : High species diversity, male-female coevolution, and metaphyly in southeast Asian pholcid spiders: the case of Belisana Thorell 1898 (Araneae, Pholcidae). Zoologica, vol. 155, p. 1-126 (texte intégral).